# サムナー郡 (カンザス州)
サムナー郡（英: Sumner County）は、アメリカ合衆国カンザス州の南部に位置する郡である。2010年国勢調査での人口は24,132人であり、2000年の25,946人から7.0%減少した。郡庁所在地はウェリントン市（人口8,172人）であり、同郡で人口最大の都市でもある。郡は、ハーベイ郡、セジウィック郡、バトラー郡と共にウィチタ大都市圏を構成している。

## 歴史
サムナー郡は、マサチューセッツ州選出アメリカ合衆国上院議員を務め、カンザス州が自由州になることを強く提唱したチャールズ・サムナー（1811年-1874年）に因んで名付けられた。
1887年、シカゴ・カンザス・ネブラスカ鉄道はヘリントンからコールドウェルに至る南北方向の支線を建設した。この支線はヘリントンから、ロストスプリングス、リンカーンビル、アンテロープ、マリオン、オールン、ピーボディ、エルビング、ホワイトウォーター、ファーリー、ケチ、ウィチタ、ペック、コービン、ウェリントンとコールドウェルを結んだ。1893年までにこの支線はテキサス州フォートワースまで順に延伸された。この線は「OKT」と呼ばれた。シカゴ・カンザス・ネブラスカ鉄道は1891年に倒産し、シカゴ・ロック・アイランド・アンド・パシフィック鉄道に買収された。さらにこの会社は1世紀後の1980年に閉鎖され、オクラホマ・カンザス・テキサス鉄道に再編され、1988年にはミズーリ・パシフィック鉄道と合併し、1997年にはユニオン・パシフィック鉄道と合併した。地元の人はこの線を「ロックアイランド」と呼んでいる。

## 法と政府
サムナー郡はアルコールを禁じる、すなわち「ドライ」の郡だったが、1986年にカンザス州憲法が修正され、住民は1988年の投票で個人が嗜むアルコール飲料の販売を承認した。ただし、食料販売量の30%までという制限が付いた。
サムナー郡にカジノができる可能性があるが、隣接するセジウィック郡のワイアンドット族インディアンがカジノを建設する可能性があるので問題を投げかけている。

## 地理
アメリカ合衆国国勢調査局に拠れば、郡域全面積は1,184.78平方マイル (3,068.6 km2)であり、このうち陸地は1,181.81平方マイル (3,060.9 km2)、水域は2.98平方マイル (7.7 km2)で水域率は0.25%である。

### 隣接する郡
- セジウィック郡 - 北
- バトラー郡 - 北東
- カウリー郡 - 東
- ケイ郡 (オクラホマ州)  - 南東
- グラント郡 (オクラホマ州) - 南西
- ハーパー郡 - 西
- キングマン郡 - 北西

## 人口動態

人口ピラミッド

以下は2000年の国勢調査による人口統計データである。
| 基礎データ - 人口: 25,946人 - 世帯数: 9,888 世帯 - 家族数: 7,089 家族 - 人口密度: 8人/km2（22人/mi2） - 住居数: 10,877軒 - 住居密度: 4軒/km2（9軒/mi2） 人種別人口構成 - 白人: 94.62% - アフリカン・アメリカン: 0.71% - ネイティブ・アメリカン: 1.05% - アジア人: 0.22% - 太平洋諸島系: 0.05% - その他の人種: 1.29% - 混血: 2.06% - ヒスパニック・ラテン系: 3.58% 年齢別人口構成 - 18歳未満: 28.5% - 18-24歳: 7.5% - 25-44歳: 26.2% - 45-64歳: 22.4% - 65歳以上: 15.5% - 年齢の中央値: 38歳 - 性比（女性100人あたり男性の人口） - 総人口: 96.8 - 18歳以上: 93.9 | 世帯と家族（対世帯数） - 18歳未満の子供がいる: 34.5% - 結婚・同居している夫婦: 59.9% - 未婚・離婚・死別女性が世帯主: 8.0% - 非家族世帯: 28.3% - 単身世帯: 25.6% - 65歳以上の老人1人暮らし: 12.4% - 平均構成人数 - 世帯: 2.58人 - 家族: 3.10人 収入と家計 - 収入の中央値 - 世帯: 39,415米ドル - 家族: 46,739米ドル - 性別 - 男性: 36,616米ドル - 女性: 23,020米ドル - 人口1人あたり収入: 18,305米ドル - 貧困線以下 - 対人口: 9.5% - 対家族数: 7.2% - 18歳未満: 11.2% - 65歳以上: 6.8% |

## 都市と町

### 法人化された都市
都市名の後の数字は2010年国勢調査での人口を示す。
- ウェリントン, 8,172 - 郡庁所在地
- ベルプレーン, 1,681
- コンウェイスプリングス, 1,272
- コールドウェル, 1,068
- オクスフォード, 1,049
- アーゴニア, 501
- サウスヘイブン, 363
- ジューダースプリングス], 185、小部分がカウリー郡に入っている
- ミラン, 82
- メイフィールド, 113
- マルベイン, 6,111、大部分はセジウィック郡に入っている
- ハネウェル, 67

### その他の町
- コービン

### ゴーストタウン
- ドルーリー
- サムナーシティ

## 郡区
サムナー郡は30の郡区に分けられている。コールドウェル市とウェリントン市は「政治的に独立」と見なされ、下記郡区の数字からは外されている。下表で「人口中心」は最大都市であり、特に大きな数字でなければ、郡区の人口に含まれるものである。

## 教育

### 統一教育学区
- USD 263, マルベイン
- USD 353, ウェリントン
- USD 356, コンウェイスプリングス
- USD 357, ベルプレーン
- USD 358, オクスフォード
- USD 359, アーゴニア
- USD 360, コールドウェル
- USD 509, サウスヘイブン